# F-1火箭发动机
F-1火箭引擎（以下简称F-1）是美国洛克達因公司设计制造的一款煤油液氧引擎，用于土星5号运载火箭的第一级。F-1是投入使用过的推力最大的单喷嘴（单燃烧室）液体火箭引擎，也是仅次于俄罗斯RD-170的推力最大的液体引擎（RD-170发动机有4个燃烧室，一台涡轮泵和2个预燃室）。

## 历史

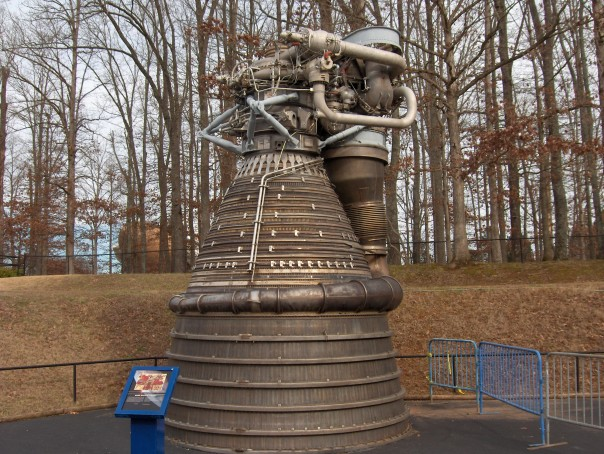
F-1在宇航火箭中心展出

洛克达因最初设计F-1只是出于美国空军在1955年提出的制造超大型火箭引擎的要求。公司最后设计出两个版本，一个E-1，一个更大的F-1。E-1虽然在静态点火试验中取得成功，但很快这款引擎被视为没有後續價值，而且有更强大的F-1存在，E-1计划被中止了。然而美国空军发现没有使用如此强大的引擎的必要，F-1的研究计划也随之中止。刚刚成立的NASA看中了这款引擎，并与洛克达因签约，要求尽快完成研发。1957年，引擎进行了局部试验，而整机的静态点火试验也在1959年3月取得成功。
F-1在随后七年的测试中，其燃烧不稳定性逐渐暴露出来，并可能导致灾难性事故。攻克这个技术难题的工作最初进展十分缓慢，因为这种故障的发生是不可预知的。最终，工程师们想出了解决办法，他们将少量的爆轰炸药放在燃烧室中，并在引擎运转时引爆炸药，以此测试燃烧室在压力变化时将作何反应。设计师随后测试了几种不同的燃料喷射器，并得到了最佳匹配方案。这个问题从1959年一直拖到1961年才算告一段落。

## 设计细节
F-1以燃气发生器循环为基础。即在炉外燃烧室里燃烧一小部分燃料，以燃气驱动涡轮泵将燃料和氧化剂泵入主燃室。发动机的核心组件是推力室，燃料和氧化剂混合并燃烧产生推力。发动机顶部是一个半球形小室，即做输送液氧的歧管，也做万向轴承的支撑架，连接引擎和火箭箭体。小室之下是喷射器，用来混合燃料和氧化剂。一部分燃料从另一个歧管进入喷射器，另一部分燃料通过178根管道直接通入推力室，盘旋的管道形成了推力室的上半部分，还可以起到给推力室降温的作用。
燃料和液氧由不同的泵泵入，但泵由同一个涡轮驱动。涡轮转速为5,500 RPM，产生55,000制动马力（41 MW）。在此功率下，工作泵每分钟可以泵入15,471 加仑（58,564 升）煤油和24,811加仑（93,920升）液氧。涡轮泵被设计得可以应付严酷的温度环境：煤气的温度高达1,500 °F (816 °C)，而液氧的温度低至-300 °F (-184 °C)。一些燃料煤油被充作涡轮的润滑剂和冷却剂。
推力室下方是喷嘴的延伸，大致延伸到发动机的一半长度位置。延伸部分将发动机的膨胀比从10:1提高到16:1。涡轮机排除的低温气体通过锥形歧管进入延伸部分，保护喷嘴在高温（5,800 °F, 3,200 °C）下不受损坏。
F-1每秒消耗3,945磅（1,789 kg）液氧，1,738磅（788 kg）煤油，产生1,500,000磅力（6.7 MN）的推力。在两分半钟的运转中，土星五号凭借F-1上升42英里（68 km）高度，达到6,164英里每小时（9,920 km/h）的速度。土星五号每秒的推进剂流量是12,710升，可以在8.9秒内清空一个容量110,000升的游泳池。每台F-1发动机的推力都比航天飞机上三台发动机总和还多。

### 参数
|                  | 阿波罗 4、6、8          | 阿波罗 9-17              |
| ---------------- | ----------------------- | ------------------------ |
| 推力（海平面）： | 1,500,000 磅力（6.7MN） | 1,522,000 磅力（6.77MN） |
| 燃烧时间：       | 150 s                   | 165s                     |
| 比冲：           | 260 s (2.55 kN·s/kg)    | 263 s (2.58 kN·s/kg)     |
| 净重：           | 18,416 磅 (8,353 kg)    | 18,500 磅 (8,391 kg)     |
| 燃尽重量：       | 20,096 磅 (9,115 kg)    | 20,180 磅 (9,153 kg)     |
| 高度：           | 19 ft (5.79 m)          | 19 ft (5.79 m)           |
| 直径：           | 12.3 ft (3.76 m)        | 12.3 ft (3.76 m)         |
| 喷口面积比：     | 16:1                    | 16:1                     |
| 推进剂：         | LOX & RP-1              | LOX & RP-1               |
| 混合比：         | 2.27:1 氧化剂：燃料     | 2.27:1 氧化剂：燃料      |
| 制造商：         | 北美航空／洛克达因      | 北美航空／洛克达因       |
| 应用：           | 農神五号 V / S-IC - 5台 | 農神五号 V / S-IC - 5台  |

来源：

## 阿波羅任務期间的改進
F-1在阿波罗8号（SA-503）和阿波罗17号（SA-512）任务期间得到改进。因为随着任务的进展，農神五号的负荷也逐渐增大。每次任务对引擎的性能要求都略有差异，用于阿波罗15号的F-1发动机性能为：
- 每台平均海平面推力：1,553,200 磅力（6.909 MN）
- 燃烧时间：159 s
- 比冲：264.72 s
- 混合比：2.2674
- S-IC级总海平面推力：7,766,000 磅力（34.54 MN）

引擎推力实测值与标称值有差异，阿波罗15号所用的发动机其起飞推力为7,823,000磅力（34.80 MN），而F-1的平均值是1,565,000磅力（6.96 MN）。

## 阿波罗任务之后的归宿
60年代，洛克达因在对F-1的持续研究之后，曾试图开发F-1A引擎，虽然二者外观相似，但F-1A比F-1更轻，且推力更大，可以满足阿波罗计划之后时期的農神五号需求，然而随着農神五号生产线的停产，研究终止。
当时有提议在诺瓦火箭的第一级使用八个F-1，从70年代至今，还不断有各种关于使用F-1来开发新型火箭的意见，但都未能成行。
F-1一直保持着最大推力液態发动机的地位，直到苏联的RD-170出现，但F-1在单喷嘴发动机领域的第一的位置依然没有动摇。